# Си (Арденны)
Си (фр. Sy) — коммуна во Франции, находится в регионе Шампань — Арденны. Департамент коммуны — Арденны. Входит в состав кантона Ле-Шен. Округ коммуны — Вузье.
Код INSEE коммуны — 08434.
Коммуна расположена приблизительно в 200 км к востоку от Парижа, в 75 км северо-восточнее Шалон-ан-Шампани, в 31 км к югу от Шарлевиль-Мезьера.

## Население
Население коммуны на 2008 год составляло 43 человека.
| 1962 | 1968 | 1975 | 1982 | 1990 | 1999 | 2008 |
| ---- | ---- | ---- | ---- | ---- | ---- | ---- |
| 71   | 82   | 56   | 61   | 50   | 45   | 43   |

## Администрация
| Период | Период | Фамилия         | Партия | Должность |
| ------ | ------ | --------------- | ------ | --------- |
| 2001   | 2008   | Мишель Гутлебен |        |           |
| 2008   |        | Брюно Десван    |        |           |

## Экономика

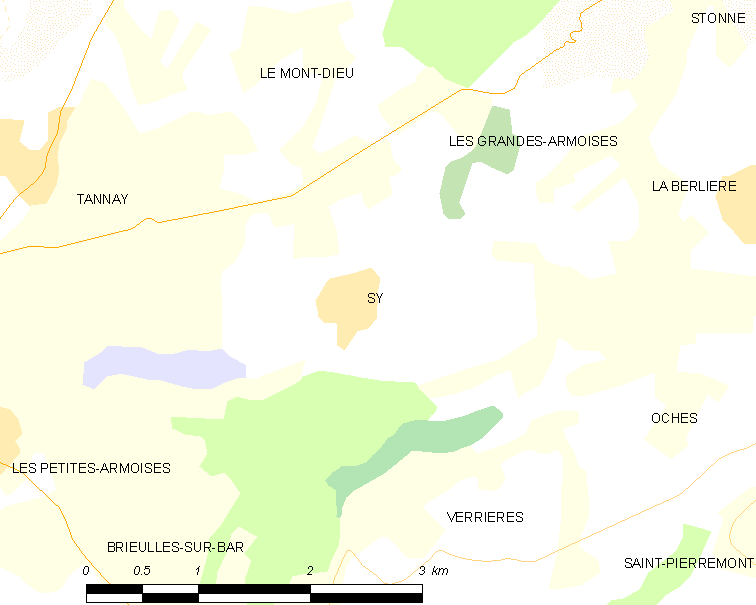
Карта коммуны

В 2007 году среди 28 человек в трудоспособном возрасте (15—64 лет) 19 были экономически активными, 9 — неактивными (показатель активности — 67,9 %, в 1999 году было 64,3 %). Из 19 активных работали 18 человек (14 мужчин и 4 женщины), безработной была 1 женщина. Среди 9 неактивных 2 человека были учениками или студентами, 1 — пенсионером, 6 были неактивными по другим причинам.